# Diocese da Trácia
A Diocese da Trácia foi uma diocese criada no final do Império Romano e que incorporava as províncias da região oriental da península balcânica (abrangia a região sudeste da moderna Romênia, a central e oriental da Bulgária e as regiões da Trácia grega e da Trácia turca). Ela foi fundada como parte das reformas administrativas de Diocleciano e de Constantino, o Grande, e era governada por um vigário (em latim: vicarius thraciarum) subordinado à prefeitura pretoriana do Oriente. A capital era Filipópolis.
Em maio de 535, segundo a Novela 26, Justiniano I aboliu a Diocese da Trácia. Seu vigário manteve o status de homem espectável e recebeu um novo título de pretor justiniano, reunindo em suas mãos as autoridades civil e militar nas províncias da antiga diocese, uma mudança crucial em relação à estrita separação de poderes do sistema de Diocleciano. Um ano depois, em maio de 536, as duas províncias do Danúbio, a Mésia Secunda e a Cítia Inferior, foram destacadas para formar, juntamente com territórios de outras províncias, a mega-província do Questorado do exército.

## Subdivisões
Segundo a Notícia das Dignidades de c. 400, a diocese incluía as seguintes províncias:
- Europa
- Hemimonto (Haemimontus)
- Mésia II (Moesia Secunda), uma repartição da antiga Mésia Inferior
- Ródope
- Cítia Menor (Scythia Minor), uma repartição da antiga Mésia Inferior
- Trácia

## Lista dos vigários da Trácia conhecidos
- Élio Cláudio Dulcício (?-361)
- Capitolino (361-363)
- Andrônico (c. 366)
- Filoxeno (c. 392)
- Salomão (?-582)